# Otter Light Reconnaissance Car
La Otter Light Reconnaissance Car era un veicolo da ricognizione corazzato prodotto in Canada durante la seconda guerra mondiale.

## Storia
La Otter venne sviluppata per sostituire la Humber Light Reconnaissance Car. Il veicolo utilizzava il telaio dell'autocarro Chevrolet C15. L'armamento principale era costituito da un fucile anticarro Boys e da una mitragliatrice Bren. Il mezzo era dotato di una torretta a cielo aperto.
Venne impiegata, dalle Forze Armate Canadesi e da alcune unità britanniche, durante la campagna d'Italia e in Europa.
Tra il 1942 e il 1945 ne furono costruite 1.761, tutte prodotte presso gli stabilimenti di Oshawa, Ontario.
Dopo la fine del conflitto venne impiegata anche dall'esercito della Giordania.